# Куно фон Дюркхайм
Куно фон Дюркхайм (на немски: Cuno von Dürckheim; Chun Eckbrecht von Dürckheim; † 15 април 1467/1471) е рицар от старата благородническата фамилия Дюркхайм в Рейнланд-Пфалц.

## Произход и наследство
Той е най-малкият син на рицар Хертвиг Екбрехт фон Дюркхайм († сл. 1393) и втората му съпруга Вибел фон Монфор († сл. 1403). Внук е на Хайнрих Екбрехт фон Дюркхайм († сл. 1347) и съпругата му фон Хиршберг. Правнук е на рицар Екбрехт фон Дюркхайм († сл. 1307). Брат е на Хертвиг Екбрехт фон Дюркхайм Млади († 1446/1451) и полубрат на рицар Екбрехт Екбрехт фон Дюркхайм († 1448/1450), Алхайм Екбрехт фон Дюркхайм († 1451/1452), Хертвиг (Стари) Екбрехт фон Дюркхайм († сл. 1444) и Хенехин Екбрехт фон Дюркхайм († сл. 1447).
Родът наследява през 1420 г. Хойхелхайм-Франкентал. През 1442 г. Куно получава части от елзаския замък Бург Нойвиндщайн, също замък в Хагенау и части от десятъка от Бад Дюркхайм и Дутвайлер от братовчед му Филип Шниделах фон Кестенберг.

## Фамилия
Куно фон Дюркхайм се жени за фрайин Маргарета фон Вайтмюл († 1461). Те имат осем деца:
- Ханс Екбрехт фон Дюркхайм († сл. 1468)
- Хайнрих фон Дюркхайм († 13 април 1497/7 март 1498/1509), женен за Анна фон Рамберг
- Куно Екбрехт фон Дюркхайм († сл. 1454/16 ноември 1457/1 декември 1458)
- Стефан Екбрехт фон Дюркхайм († сл. 1463)
- Елизабет Екбрехтин фон Дюркхайм († 3 март 1502), омъжена за Паул (Палас) Шлидерер фон Лахен († 10 март 1482)
- Катарина Екбрехт фон Дюркхайм († сл. 1483), омъжена за Албрехт фон Моршхайм († 21 декември 1529)
- Гьоце (Гертруд) Екбрехт фон Дюркхайм († сл. 1495), омъжена за Конрад Фридрих фон Ратзамхаузен († 1481)
- Хертвих Екбрехт фон Дюркхайм